# Бібліотека Жировицького монастиря
Бібліотека Жировицького монастиря — збірка книг, що зберігалася в Жировицькому Свято-Успенському монастирі з XVI століття. Відома за описами починаючи від 1731 року.

## Історія
Жировицький монастир був великим центром переписування і друкування книг. Бібліотека Жировицького монастиря була однією з найбільших монастирських бібліотек Речі Посполитої. Незважаючи на поширення друкарства на території Білорусі, не тільки до кінця XVII, а й в XIX і навіть XX столітті тривало створення рукописних книг. Основне місце серед рукописних книг займали книги релігійної тематики. Період становлення і розвитку бібліотеки Жировицького монастиря практично не відомий.
Скрипторій при Жировицькому монастирі діяв уже в середині XVI століття. Формування бібліотеки в XVI столітті пов'язують з православним родом Солтанів, представники якого були відомими збирачами книг. Засновником цього роду і першим затятим бібліофілом був маршалок Великого князя Казимира Солтан Олександрович. Будучи «людиною освіченою і проявляючи неабиякий інтерес до книжкової справи», він організував у своєму маєтку Шишкіно скрипторій.
У 1493 році Жировичі були передані Великим князем Литовським в спадкове володіння Солтанові Олександровичу і стали родовою резиденцією, туди була перевезена і бібліотека. У ній переписувалися як богослужбові книги, так і хронікальна література, полемічні твори, здійснювалися переклади книг на старобілоруську мову. Серед переписаних книг особливе місце займає «Історія, або повість людей різних, віри здатних про чудотворний образ Пресвятої Діви Марії Жировицької повіту Слонімського, виписана з чималим трудом і старанням зібрана через многогрішного отця».
Під час повстання Богдана Хмельницького Жировицький монастир у 1655 році був зруйнований, разом з ним, ймовірно, постраждала і бібліотека. Жировичі взяли під опіку Слонімські францисканці, повернувши монастир василіянам тільки після 1660 року. З цього часу почалося поповнення бібліотеки.
До середини XVIII століття бібліотека Жировицького монастиря налічувала кілька тисяч томів і складалася з основної монастирської бібліотеки і сховища, де зберігалися найцінніші книги.

## Бібліотечна збірка
У 1758 році на всіх книгах бібліотеки був поставлений напис «Ця книга є з бібліотеки монастиря Жировицького чину Василія Великого 1758 підписана» і представлені бібліотечні шифри. За описом 1800 в бібліотеці було 2686 книг в 3867 томах, а також 537 рукописів і 93 гравюри. Книги були розподілені по 17 розділах.

### Відомі екземпляри в збірці Жировицької бібліотеки

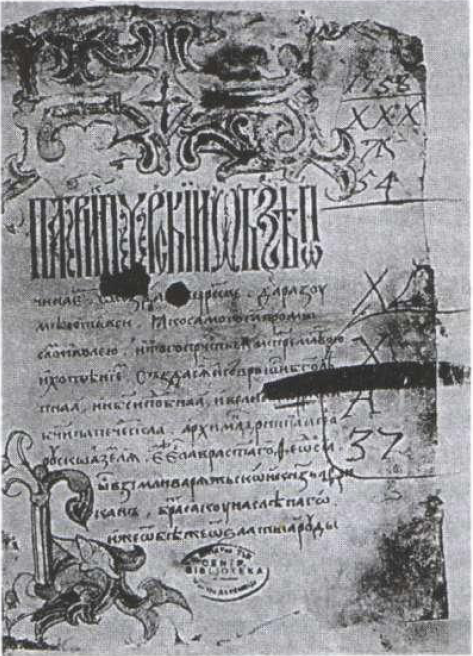
Києво-Печерський патерик (XVI ст.) з шифром бібліотеки Жировицького монастиря

У бібліотеці зберігалося Жировицьке Євангеліє, відоме також під назвою «Євангеліє Сапеги». У книзі був власноручний запис канцлера Великого князівства Литовського Льва Сапеги про дар Жировицькому монастирю земельних володінь.
Іншою рукописною пам'яткою, яка належала бібліотеці, була так звана «Енциклопедія» — збірник, що містив крім виписок з руських літописів, численні статті природознавчого, наукового змісту, релігійно-полемічні, а також літературні твори. Статті включали відомості з астрономії, анатомії, історії, геометрії. П'ять листів займали таблиці для обчислення пасхалії, астрономічних і календарних розрахунків. Дослідники вважають, що автор «Енциклопедії» користувався космологічним трактатом «Про небо» XV століття, працями Іоанна Дамаскина, астрологічними трактатами — «Лунарієм», «Альманахом», коментарями Галена до робіт Гіппократа.
У бібліотеці Жировицького духовного училища був багатий збір книг, надрукованих у Білорусі, зі словників були польсько-французький словник М. Троца (Лейпциг, 1774 рік) в трьох томах, історико-географічний словник латиною (Париж, 1789 рік), ряд енциклопедичних словників.
Серед найдавніших рукописів бібліотеки — «Ізмарагд» (XV ст.), Повчання Ісаака Сиріна (XV—XVI ст.), Києво-Печерський патерик (XVI ст.).

## Сучасний стан бібліотечної збірки
У зв'язку з переведенням Литовської духовної семінарії з Жировичів до Вільнюса частина книг бібліотеки перевезена у Віленський Свято-Троїцький монастир. М. Николаєв ідентифікував 52 рукописи з бібліотеки Жировицького монастиря в сучасних бібліотеках. Тепер у Бібліотеці АН Литви зберігається 29 рукописів, які, можливо, походять з бібліотеки Жировицького монастиря. Інші Жировицькі рукописи зберігаються в Бібліотеці Російської академії наук в Санкт-Петербурзі, архіві Санкт-Петербурзького відділення Інституту російської історії Російської академії наук.